# Helicopter 66
Helicopter 66 là máy bay trực thăng Sikorsky Sea King của Hải quân Hoa Kỳ được sử dụng vào cuối những năm 1960 để đón các phi hành gia khi trở về Trái Đất trong năm nhiệm vụ của chương trình Apollo. Nó được gọi là "một trong những máy bay trực thăng nổi tiếng nhất, hoặc ít nhất là mang tính biểu tượng nhất trong lịch sử", là chủ đề của một bài hát năm 1969 của Manuela và được Dinky Toys biến thành mô hình. Ngoài công việc hỗ trợ NASA, Helicopter 66 còn vận chuyển Shah của Iran trong chuyến thăm năm 1973 tới tàu sân bay USS Kitty Hawk.
Máy bay trực thăng 66 được giao cho Hải quân Hoa Kỳ vào năm 1967 và là một phần trong kho của Phi đội trực thăng chống ngầm bốn của Hải quân Hoa Kỳ trong suốt thời gian hoạt động. Trong số các phi công của nó trong giai đoạn này có Donald S. Jones, người sẽ tiếp tục chỉ huy Hạm đội thứ ba của Hoa Kỳ. Sau đó nó được đánh số lại thành trực thăng 740,  và đã bị rơi ở Thái Bình Dương năm 1975 trong một cuộc tập trận huấn luyện. Vào thời điểm gặp sự cố, nó đã bay hơn 3.200 giờ.